# Фатос Бећирај
Фатос Бећирај (алб. Fatos Beqiraj; Пећ, 5. мај 1988) црногорски је фудбалер албанског порекла који тренутно наступа за Дечић и репрезентацију Црне Горе.